# Пиотркович, Роберт
Роберт Пиотркович (17 января 1974, Варшава) — польский культурист. Второй в истории Польши участник конкурса Мистер Олимпия.

## Биография
Закончил Варшавский политехнический институт по специальности инженер.

## Карьера

### Профессиональная
- 2009 — IFBB Tampa Pro — 15 место
- 2009 — IFBB Europa Supershow — 5 место
- 2009 — IFBB Atlantic City Pro — 6 место
- 2009 — IFBB Sacramento Pro — 3 место (квалифицирован на «Мистер Олимпия»)
- 2010 — IFBB Арнольд Классик — 10 место
- 2010 — IFBB Mr. Europe Pro — 4 место
- 2010 — IFBB Мистер Олимпия — 18 место
- 2011 — IFBB Арнольд Классик — 14 место
- 2011 — IFBB Mr. Europe Pro — 4 место
- 2011 — IFBB FIBO Power Pro Germany — 6 место
- 2011 — IFBB Europa Show of Champions — 7 место
- 2011 — IFBB Toronto Pro Supershow — 5 место
- 2011 — IFBB Tampa Bay Pro — 6 место
- 2011 — IFBB Phoenix Pro — 6 место
- 2011 — IFBB Tijuana Pro — 3 место (квалифицирован на «Мистер Олимпия»)
- 2011 — IFBB Мистер Олимпия — 16 место
- 2011 — IFBB Arnold Classic Europe Pro — 7 место
- 2012 — IFBB Nordic Pro Championships — 2 место
- 2012 — IFBB Арнольд Классик Европа — 4 место[1]